# Frans Verachtert
Frans Verachtert (Retie, 17 augustus 1909 - Turnhout, 10 oktober 1988) was een Vlaams taalkundige, uitgever en schrijver.

## Loopbaan
Verachtert studeerde Germaanse talen aan de Katholieke Universiteit Leuven en behaalde er de graad van doctor in de taalkunde. Verachtert promoveerde op een proefschrift over de dichter Karel van den Oever. Na het behalen van zijn doctoraat werkte hij als vertaler en gaf hij les aan de Katholieke Universiteit Leuven en de Vrije Universiteit Brussel. 
Verachtert was ook actief als uitgever en drukker. Nadat hij als adviseur had gewerkt voor Uitgeverij Heideland richtte hij in 1948 in Oud-Turnhout uitgeverij de Kempische Boekhandel op.
Als schrijver was Verachtert vooral bekend door zijn streekromans, waarin hij zijn liefde voor het dialect liet spreken.